# Lycosa mukana
Lycosa mukana là một loài nhện trong họ Lycosidae.
Loài này thuộc chi Lycosa. Lycosa mukana được Carl Friedrich Roewer miêu tả năm 1960.